# Mesterholdenes Europa Cup i håndbold 1976-77 (kvinder)
Mesterholdenes Europa Cup i håndbold 1976-77 for kvinder var den 17. udgave af Mesterholdenes Europa Cup i håndbold for kvinder. Turneringen havde deltagelse af 19 klubhold, der var blevet nationale mestre sæsonen forinden, og blev afviklet som en cupturnering, hvor alle opgørene til og med semifinalerne blev afviklet over to kampe, hvor holdene mødtes både ude og hjemme. Finalen blev afviklet som én kamp.
Turneringen blev vundet af Spartak Kijev fra Sovjetunionen, som i finalen på hjemmebane i Kijev besejrede SC Leipzig fra Østtyskland med 15-7. Det var sjette gang i turneringens historie, at Spartak Kijev vandt titlen, og det sovjetiske hold fik dermed revanche for nederlaget til SC Leipzig i finalen tre sæsoner tidligere.
Danmarks repræsentant i turneringen var de danske mestre fra Frederiksberg IF, som blev slået ud i 1/8-finalen, hvor holdet tabte 20-37 over to kampe til de senere vindere fra Spartak Kijev.

## Resultater

### 1/16-finaler
| Dato   | Dato   | Hjemmehold i 1. kamp | Udehold i 1. kamp    | Resultat | Resultat | Resultat |
| 1.kamp | 2.kamp | Hjemmehold i 1. kamp | Udehold i 1. kamp    | Samlet   | 1.kamp   | 2.kamp   |
| ------ | ------ | -------------------- | -------------------- | -------- | -------- | -------- |
| ?      | ?      | ASK Slask Wroclaw    | Spartak Kijev        | 26–43    | 15-18    | 11-25    |
| ?      | ?      | CSKA Sofia           | Hapoel Rehovot       | ?–?      | ?-?      | ?-?      |
| 9.10.  | 23.10. | Štart Bratislava     | TuS Eintracht Minden | 32–21    | 18-80    | 14-13    |

### Ottendedelsfinaler
| Dato   | Dato   | Hjemmehold i 1. kamp    | Udehold i 1. kamp     | Resultat | Resultat | Resultat |
| 1.kamp | 2.kamp | Hjemmehold i 1. kamp    | Udehold i 1. kamp     | Samlet   | 1.kamp   | 2.kamp   |
| ------ | ------ | ----------------------- | --------------------- | -------- | -------- | -------- |
| ?      | ?      | Spartak Kijev           | Frederiksberg IF      | 37–20    | 13-13    | 24-70    |
| ?      | 24.12. | CSKA Sofia              | Vasas SC              | 26–32    | 14-17    | 12-15    |
| ?      | ?      | RK Radnički             | ?                     | ?–?      | ?-?      | ?-?      |
| ?      | ?      | Universitatea Timişoara | Paris Université Club | 33–20    | 20-90    | 13-11    |
| 5.12.  | 12.12. | LC Brühl                | Idem Hellas           | 22–29    | 12-12    | 10-17    |
| ?      | ?      | IL Vestar               | ?                     | ?–?      | ?-?      | ?-?      |
| 4.12.  | 8.12.  | Union Admira Landhaus   | Štart Bratislava      | ?–?      | 10-19    | ?-?      |
| ?      | ?      | Medina Zaragoza         | SC Leipzig            | 19–67    | 11-32    | 08-35    |

### Kvartfinaler
| Dato   | Dato   | Hjemmehold i 1. kamp | Udehold i 1. kamp       | Resultat | Resultat | Resultat |
| 1.kamp | 2.kamp | Hjemmehold i 1. kamp | Udehold i 1. kamp       | Samlet   | 1.kamp   | 2.kamp   |
| ------ | ------ | -------------------- | ----------------------- | -------- | -------- | -------- |
| 27.1.  | 8.2.   | Vasas SC             | Spartak Kijev           | 21–23    | 13-10    | 08-13    |
| 27.1.  | 8.2.   | RK Radnički          | Universitatea Timişoara | 30–22    | 18-11    | 12-11    |
| ?      | ?      | Idem Hellas          | IL Vestar               | 15–28    | 08-12    | 07-16    |
| ?      | 8.2.   | SC Leipzig           | Štart Bratislava        | 30–23    | 17-14    | 13-90    |

### Semifinaler
| Dato   | Dato   | Hjemmehold i 1. kamp | Udehold i 1. kamp | Resultat | Resultat | Resultat |
| 1.kamp | 2.kamp | Hjemmehold i 1. kamp | Udehold i 1. kamp | Samlet   | 1.kamp   | 2.kamp   |
| ------ | ------ | -------------------- | ----------------- | -------- | -------- | -------- |
| 30.3.  | 7.4.   | RK Radnički          | Spartak Kijev     | 29–32    | 16-17    | 13-15    |
| 22.3.  | ?      | SC Leipzig           | IL Vestar         | 30–16    | 17-80    | 13-80    |

### Finale
Finalen blev spillet i Kijev i Sovjetunionen.
| Dato  | Vinder        | Finalist   | Res. | Pause |
| ----- | ------------- | ---------- | ---- | ----- |
| 30.4. | Spartak Kijev | SC Leipzig | 15–7 | ?     |